# جنیفر جونز
جنیفر جونز (به انگلیسی: Jennifer Jones) (۲ مارس ۱۹۱۹ – ۱۷ دسامبر ۲۰۰۹) هنرپیشه و خوانندهٔ آمریکایی بود.
وی پنج بار، برای بازی‌های خود در فیلم‌های مختلف، نامزد دریافت جایزه اسکار شد و در سال ۱۹۴۳، برای ایفای نقش در فیلم به‌یادماندنی آوای برنادت، جایزه اسکار بهترین بازیگر نقش اول زن را از آن خود کرد.

## سال‌های نخست زندگی
جنیفر جونز، که نام تولد‌اش فیلیس ایسلی بود، در سال ۱۹۱۹ در تالسا، اکلاهما زاده شد. والدین وی هردو از هنرپیشه‌های وودویل بودند. مادر او «فلورا مای» (با نام تولد «سوبر») و پدرش «فیلیپ راس ایسلی» بود. پدر و مادر او در ایالت‌های غرب میانه آمریکا، یک تور مخصوص جهت نمایش‌های دوره‌ای به راه انداخته بودند که خود صاحبان و اداره‌کنندگان و بازیگران آن بودند و نمایش‌های مختلف را در یک چادر اجرا می‌کردند. جنیفر جونز نخستین بار در چادر یکی از همین نمایش‌های دوره‌ای به روی صحنه آمد.
در سال‌های ۱۹۳۶ تا ۱۹۳۷، جونز وارد کالج مونت کازینو جونیور، واقع در تالسا شد و سپس در دانشگاه نورث وسترن تحصیلات خویش را ادامه داد، اینجا همان جایی بود که وی در آن به عضویت یکی از معروفترین انجمن‌های أخوّت در ایالات متحده، یعنی انجمن خواهری کاپا آلفا تتا درآمد. وی سپس و در سال ۱۹۳۸ به آکادمی هنرهای دراماتیک آمریکا (آکادمی هنرهای نمایشی آمریکا)، در شهر نیویورک رفت و در آنجا نیز آموزش‌های خویش را ادامه داد. در همین آکادمی، وی با یکی از دانشجویان همکار خویش، یعنی رابرت واکر ملاقات کرد و کار آن دو به عشق انجامید. این زوج در ۲ ژانویهٔ ۱۹۳۹، با یکدیگر ازدواج کردند.
آنها سپس به تالسا بازگشتند تا در یک برنامه رادیویی ۱۳ هفته‌ای که توسط پدر جنیفر تنظیم می‌شد، شرکت کنند. همین موضوع سبب شد که آن دو، راه خویش به سمت هالیوود را پیدا کنند. ایسلی (جنیفر)، برای نخستین بار در سال ۱۹۳۹ در دو نقش کوچک ظاهر شد که اولی ایفای نقش در یک فیلم وسترن با شرکت جان وین با عنوان مرزبانان جدید، و دیگری نقشی کوچک در سریالی با شرکت دیک تریسی تحت عنوان گروه مردان(جی من) بود. در این دو فیلم، او با نام فیلیس ایسلی شناخته شد. با این حال، وی نتوانست از پس یک تست بازیگری که توسط کمپانی پارامونت انجام می‌شد، با موفقیت برآید و به همین خاطر تصمیم به بازگشت به شهر نیویورک گرفت.

## فعالیت‌های بعدی
در حالی که همسر ایسلی، یعنی رابرت واکر مشغول انجام فعالیت‌هایی مداوم در برنامه‌های رادیویی بود، ایسلی بدنبال شغلی مناسب در عرصهٔ بازیگری می‌گشت و در همین زمان، درعین حال به صورت پاره وقت، به عنوان مدل در یک کارخانهٔ ساخت کلاه زنانه که به آژانس پاورتی (قدرت) وابسته بود، مشغول به کار شد.
هنگامی که وی اطلاع یافت که یک تست بازیگری برای یافتن ستاره‌ای تازه جهت ایفای نقش اصلی یک فیلم (کلودیا که نقش اصلی آن عاقبت توسط رُز فرانکن ایفا گردید)، در حال انجام است، خودش را به دفتر فیلمسازی دیوید او سلزنیک در نیویورک رسانید و برای ایفای این نقش اعلام آمادگی کرد. امّا پس از پایان این تست بازیگری وی به گریه افتاد!، چراکه تصور می‌کرد در ارائهٔ هنر خویش، بسیار بد عمل کرده‌است. با این حال، خود دیوید او سلزنیک برحسب اتفاق صدای وی را در موقع ارائهٔ تست بازیگری شنید و همین شنیدن اجرای او، سلزنیک را به اندازه کافی تحت تأثیر قرار داد که سبب شود وی از منشی اش بخواهد که با ایسلی تماس حاصل کند و او را دوباره فرابخواند. بدین ترتیب پس از انجام مصاحبه، میان آن‌ها یک قرارداد ۷ ساله به امضاء رسید.
بدین ترتیب وی در سال ۱۹۴۱ بوسیلهٔ دیوید سلزنیک کشف شد و در یک نمایشنامه در نیویورک به روی صحنه رفت.
از آن پس ایسلی به دقت برای تبدیل شدن به یک ستاره سینما، مورد توجه قرار گرفت و صاحب نام تازه‌ای شد: جنیفر جونز. در سال ۱۹۴۳، کارگردانی به نام هنری کینگ برای انتخاب هنرپیشه‌ای که در نقش «برنادت سوبیرو» در فیلم آوای برنادت (۱۹۴۳)، ایفای نقش کند، یک آزمون به انجام رسانید. در این آزمون جنیفر جونز توانست کارگردان مذکور را به شدت تحت تأثیر قرار دهد و از میان صدها نفر داوطلب که آرزومند ایفای این نقش بودند، برای این نقش برگزیده شود. بدین ترتیب جنیفر جونز در سال ۱۹۴۴، و در بیست و پنجمین سالروز تولد خود موفق شد که برندهٔ جایزه اسکار بهترین بازیگر نقش اول زن برای بازی درخشان خود در نقش برنادت سوبیرو گردد. در همان سال، اینگرید برگمن، که از دوستان جنیفر جونز بود نیز، نامزد دریافت جایزه اسکار بهترین بازیگر نقش اول زن برای بازیش در نقش ماریا در فیلم: ناقوس مرگ چه کسی را می‌نوازند؟ [که در تهران با عنوان: زنگ‌ها برای که به صدا در می‌آیند؟، نمایش داده شد]، گردیده بود. به همین دلیل جونز وقتی برای دریافت جایزه‌اش رفت، از برگمن عذرخواهی نمود، امّا برگمن جواب داد: «نه جنیفر! برنادت تو، خیلی بهتر از ماریای من بود!». البته یک سال بعد، جونز جایزه اسکار بهترین بازیگر نقش اول زن را، به خاطر ایفای نقشی که اینگرید برگمن در فیلم چراغ گاز کرده بود، به برگمن واگذار نمود.
در طول دو دههٔ بعد، جونز در طیف گسترده‌ای از نقش‌هایی که توسط سلزنیک انتخاب شده بودند، ظاهر شد. چهرهٔ سبزه و زیبایی خاصّ و ویژهٔ جنیفر جونز، در کنار طبع ظریف و حساس وی، از او چهره‌ای جذاب برای مخاطبان می‌ساخت و طیف‌های متفاوتی از تماشاگران سینما را جذب او می‌نمود.
تصویر اولیهٔ او در سینما (تصویری که با نخستین ایفای نقش جدی او، در نقش برنادت سوبیرو پدید آمده بود) چهرهٔ او را در هاله‌ای از قداست پیچیده بود، امّا این چهره در تضاد کامل با نقشی بود که او، سه سال بعد و هنگامیکه وی نقش یک زن دورگهٔ اغواگر و تحریک‌کننده در فیلم جنجال‌برانگیز دوئل زیر آفتاب (۱۹۴۶) [که در تهران با عنوان جدال در آفتاب نمایش داده شد]، را ایفا نمود.
از جملهٔ هنرپیشگان برجستهٔ مرد که در این دوره همبازی جنیفر جونز بودند، می‌توان به این افراد اشاره کرد: شارل بوآیه، جوزف کاتن، گریگوری پک، جان گارفیلد، چارلتون هستون، لارنس الیویه، مونتگومری کلیفت، هامفری بوگارت، ویلیام هولدن، رابرت استاک، جان گیلگد، راک هادسن و جیسون روباردز. از چهرهٔ جنیفر جونز برای فیلم پرترهٔ جنی (تصویر جنی)، پرترهای قابل توجه تهیه شد که در سرتاسر فیلم محوریت داشت. این پرترهٔ معروف، بوسیلهٔ رابرت براکمن نقاشی شده بود.
آخرین ظهور و هنرنمایی بزرگ و قابل توجه جنیفر جونز بر روی صفحه نقره‌ای سینما، یک فیلم فجیع و تماشایی به نام برج جهنمی (آسمانخراش جهنمی) بود که در سال ۱۹۷۴ ساخته و اکران شد و در آن او همراه با فرد آستر، رقصی به یاد ماندنی را بر فراز یک برج که در معرض خطر آتش‌سوزی بود، انجام می‌دهد. آن هم درست قبل از آن که آتش در سان فرانسیسکو سرتاسر یک آسمانخراش را در روزی که افتتاح رسمی آن را به عنوان بلندترین ساختمان در جهان جشن گرفته‌اند، فرابگیرد. آخرین صحنهٔ حضور جنیفر جونز در این فیلم یا صحنهٔ خروج او از تصویر [که معادل با خروج او برای همیشه از سینماست] نیز، صحنه‌ای بسیار احساسی و تأثربرانگیز است. در این صحنه وی پس از اینکه به دو کودک برای فرار از فاجعه کمک می‌کند، خود قربانی انفجار می‌شود و در آسانسوری که از کار افتاده و در خارج از ساختمان قرار گرفته و از فراز ۱۱۰ طبقه، به پایین سقوط می‌کند و می‌میرد. نقش آفرینی او در این فیلم برایش نامزدی جایزه گلدن گلوب به عنوان بهترین بازیگر نقش مکمل زن را به ارمغان آورد. صحنه‌هایی در اوایل این فیلم هست که در آن نقاشی‌های زیبایی قرض گرفته شده از گالری هنری نورتون سیمون نشان داده می‌شود که متعلق به سیمون همسر جنیفر جونز در زمان تولید فیلم مذکور بود.

## زندگی شخصی

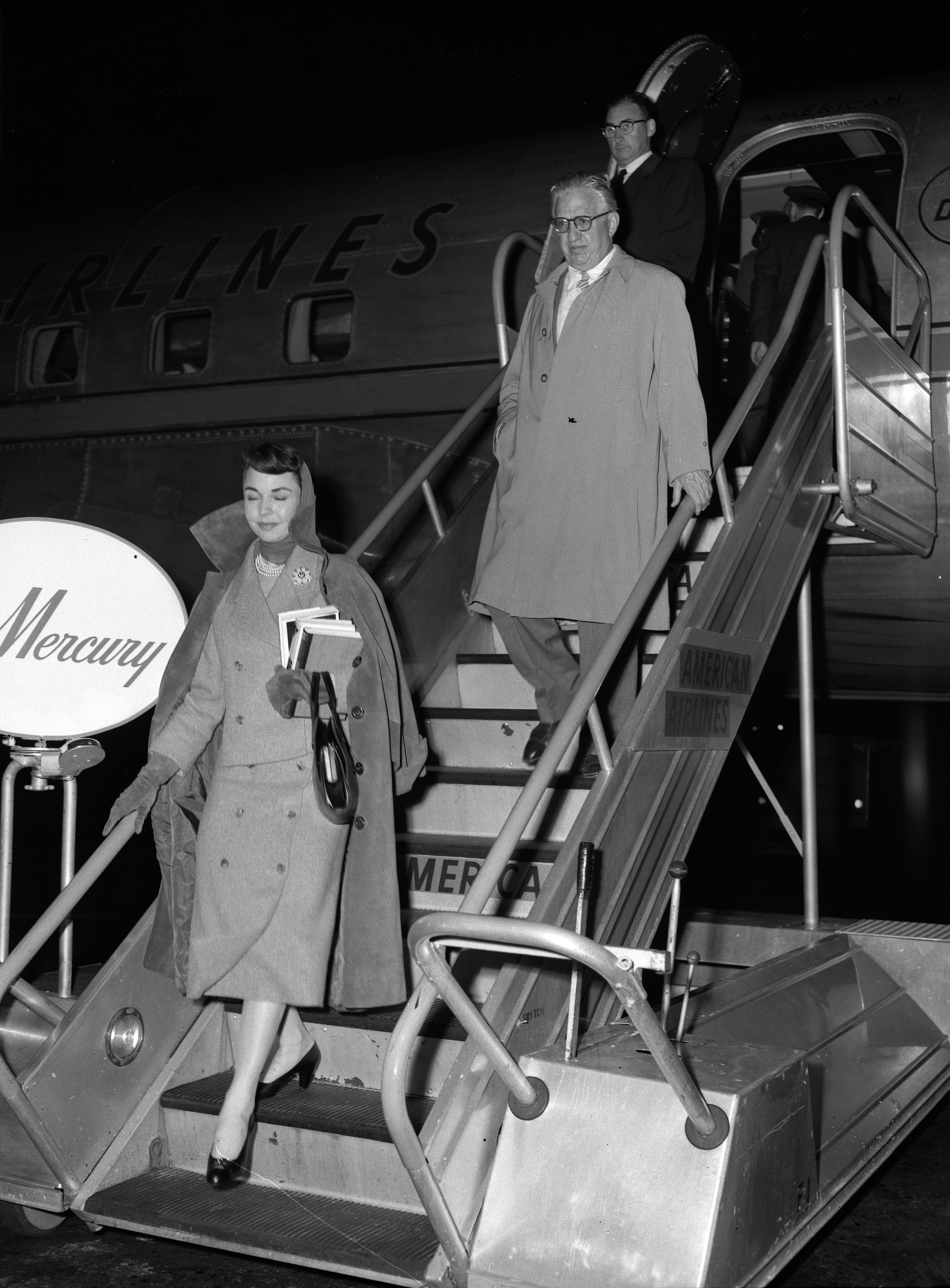
جنیفر جونز و شوهر دومش دیوید سلزنیک در لوس آنجلس، سال ۱۹۵۷

جنیفر جونز از نخستین ازدواج خود که با رابرت واکر بود، صاحب دو پسر شد: رابرت واکر جونیور (زاده ۱۵ آوریل ۱۹۴۰ که تنها فرزند جونز است که هنوز در قید حیات است)، و مایکل واکر (زاده: ۱۳ مارس ۱۹۴۱، درگذشت: ۲۷ دسامبر ۲۰۰۷). هر دوی این پسرها بعدها بازیگر شدند. جونز پس از آشنایی با دیوید. او. سلزنیک، عاشق او شد که این امر به جدایی او از رابرت واکر در نوامبر ۱۹۴۳ و در نهایت به طلاق از او در ژوئن ۱۹۴۵ منجر گردید.
اما سلزنیک در ۱۳ ژوئیهٔ ۱۹۴۹ با جونز ازدواج کرد که این پیوند، تا زمان مرگ سلزنیک در ۲۲ ژوئن سال ۱۹۶۵ به طول انجامید. پس از مرگ سلزنیک، جونز به حالت نیمه بازنشسته درآمد و فعالیتش در سینما کاهش یافت.
بر اساس گزارش رسانه‌ها، جونز در نوامبر ۱۹۶۷ پس از شنیدن خبر مرگ دوست نزدیکش، «چارلز بیک فورد»، دست به خودکشی زد و سعی کرد خود را نابود سازد. او این عمل را به گونه‌ای ناخودآگاه با پرتاب خود از فراز صخره‌ای مشرف به ساحل مالیبو، انجام داد؛ پس از این اقدام، او مدتی در حالت کما (اغما) بود و در نهایت تا قبل از دوره نقاهت خود در بیمارستان بستری شده بود. دختر جوان او، «ماری جنیفر سلزنیک» (۱۹۵۴–۱۹۷۶) نیز، در روز ۱۱ ماه مه سال ۱۹۶۷ با پریدن از پنجرهٔ یک ساختمان ۲۰ طبقه در لس آنجلس خودکشی نمود. این موضوع به علاقه‌مندی جونز نسبت به مسائل بهداشت روانی منجر گردید.
در روز ۲۹ ماه مه سال ۱۹۷۱، در حالیکه تنها دو سال قبل و در سال ۱۹۶۹، پسر جونز، یعنی «رابرت جونیور» خودکشی کرده بود، جونز با صنعتگر مولتی میلیونر، نورتن سیمون که در زمینهٔ فعالیت‌های بشردوستانه هم فعال بود و در ضمن یک کلکسیونر اشیاء هنری محسوب می‌شد، ازدواج کرد. در سال قبل از این ازدواج، سیمون برای خرید پرتره‌ای از جنیفر تلاش کرده بود. این همان پرتره‌ای بود که در فیلم تصویر جنی مورد استفاده قرار گرفت. سیمون جونز بعدها در یک میهمانی که میزبان آن همکار صنعتگر و کلکسیونر او، والتر آننبرگ بود، جنیفر جونز را ملاقات کرد که این امر به ازدواج آنان انجامید. نورتون سیمون در ماه ژوئن سال ۱۹۹۳ از دنیا رفت. جنیفر جونز، که حالا جنیفر جونز سیمون خوانده می‌شد، عضو هیئت امناء موزه نورتن سایمن در پاسادنا بود.
جونز از بیماری سرطان پستان جان سالم به در برده بود. یک بازیگر زن به نام سوزان اشتراسبرگ، که از همین بیماری در سال ۱۹۹۹ درگذشت، قبل از مرگ به اتفاق همسرش که او نیز بازیگری به نام کریستوفر جونز بود، دختر خود، رابین جنیفر جونز را به افتخار بازیگر قدیمی سینما (جنیفر جونز) به این نام خواندند.
جنیفر جونز به لحاظ مذهبی یک کاتولیک رومی بود.

## مرگ
جونز در سال‌های پایانی عمرش از بازنشستگی آرام خود در جنوب کالیفرنیا و در کنار پسرش لذت می‌برد. او در هیچ مصاحبه‌ای شرکت نمی‌کرد و به ندرت در انظار عمومی ظاهر می‌شد. سرانجام او در روز پنجشنبه ۱۷ دسامبر ۲۰۰۹، و در سن ۹۰ سالگی بر اثر علل طبیعی در خانه‌اش واقع در ملیبو، کالیفرنیا درگذشت و در آرامگاه فارست لان مموریال پارک به خاک سپرده شد

## جوایز

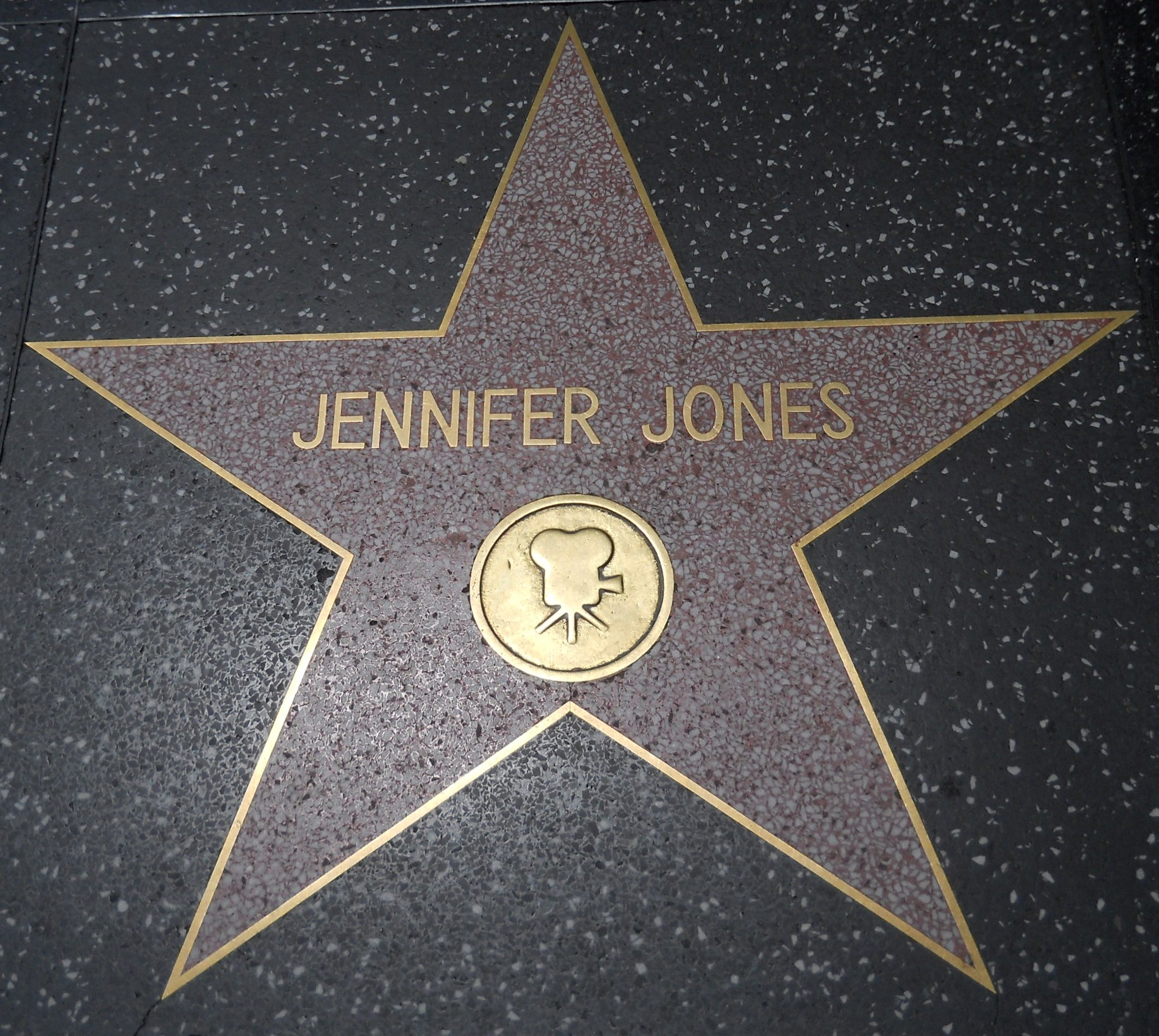
ستاره وی در پیاده‌روی شهرت هالیوود، شماره ۶۴۲۹ بلوار هالیوود.

۱۹۴۳ جایزه اسکاربهترین بازیگرزن برای فیلم آهنگ برنادت. ۱۹۴۴از وقتی تو رفتی
نخستین مراسم گلدن گلوب برنده بهترین بازیگر نقش اول زن. ۱۹۴۵جایزه اسکاربهترین بازیگرزن برای فیلم نامه‌های عاشقانه.۱۹۴۶جایزه اسکاربهترین بازیگرزن برای فیلم دوئل زیر آفتاب.'

## فیلم‌شناسی
| سال  | عنوان                                                                | نقش                     | توضیحات |
| ---- | -------------------------------------------------------------------- | ----------------------- | --- |
| ۱۹۳۹ | New Frontier                                                         | Celia Braddock          | as Phyllis Isley |
| ۱۹۳۹ | Dick Tracy's G-Men                                                   | Gwen Andrews            | as Phyllis Isley; ۱۵-فصل serial                                                                                     |
| ۱۹۴۳ | آوای برنادت                                                          | برنادت سوبیرو           | جایزه اسکار بهترین بازیگر نقش اول زن جایزه گلدن گلوب بهترین بازیگر زن فیلم درام                                     |
| ۱۹۴۴ | از وقتی تو رفتی                                                      | جین دبورا هیلتن         | نامزد—جایزه اسکار بهترین بازیگر نقش مکمل زن                                                                         |
| ۱۹۴۵ | نامه‌های عاشقانه                                                      | سینگلتن/ویکتوریا مورلند | نامزد—جایزه اسکار بهترین بازیگر نقش اول زن                                                                          |
| ۱۹۴۶ | کلانی براون                                                          | کلانی براون             | |
| ۱۹۴۶ | دوئل زیر آفتاب                                                       | پرل چاوز                | نامزد—جایزه اسکار بهترین بازیگر نقش اول زن                                                                          |
| ۱۹۴۸ | پرتره جنی                                                            | جنی اپلتن               | |
| ۱۹۴۹ | We Were Strangers                                                    | China Valdés            | |
| ۱۹۴۹ | مادام بوواری                                                         | اما بوواری              | |
| ۱۹۵۰ | Gone to Earth                                                        | Hazel Woodus            | |
| ۱۹۵۲ | کری                                                                  | کری میبر                | |
| ۱۹۵۲ | روبی جنتری(در ایران با عنوان: جدال در مرداب)                         | رابی جنتری              | |
| ۱۹۵۳ | شیطان را بران                                                        | خانم گوندولین چلم       | |
| ۱۹۵۳ | Terminal Station                                                     | مری فوربس               | Re-released as Indiscretion of an American Wifeبی احتیاطی همسر آمریکایی                                             |
| ۱۹۵۵ | عشق چیز باشکوهی است(در ایران با عنوان: تپّه وداع)                     | دکتر هان سوئین          | جایزه حلقه منتقدان فیلم نیویورک برای بهترین بازیگر نقش اول زن (مقام سوم) نامزد—جایزه اسکار بهترین بازیگر نقش اول زن |
| ۱۹۵۵ | صبح بخیر، خانم داو                                                   | Miss Dove               | |
| ۱۹۵۶ | مردی در جامه فلانل یا پشمی خاکستری(در تهران با نام: مرد خاکستری پوش) | بتسی راث                | |
| ۱۹۵۷ | The Barretts of Wimpole Street                                       | الیزابت برت براونینگ    | |
| ۱۹۵۷ | وداع با اسلحه                                                        | کاترین بارکلی           | |
| ۱۹۶۲ | Tender Is the Night                                                  | نیکول دایور             | |
| ۱۹۶۶ | بت                                                                   | Carol                   | |
| ۱۹۶۹ | Angel, Angel, Down We Go                                             | Astrid Steele           | a.k.a. Cult of the Damned                                                                                           |
| ۱۹۷۴ | آسمانخراش جهنمی                                                      | لیزولت مولر             | نامزد—جایزه گلدن گلوب بهترین بازیگر نقش مکمل زن                                                                     |